# Watch Disney
Watch Disney est un ensemble d'applications pour smartphone permettant de regarder les chaînes Disney en streaming ou à la demande. Le service comprend pour le moment les déclinaisons suivantes Watch Disney Channel, Watch Disney Junior et Watch Disney XD. Les trois applications associées ont fusionné sous le nom Disney Now mais les sites internet restent dissociés.

## Historique
Le 7 avril 2011, ESPN lance aux États-Unis une application nommée WatchESPN qui permet de regarder les chaînes du groupe sur iOS. Devant son succès, le groupe Disney dont fait partie ESPN reproduit le principe avec d'autres chaînes.
Le 14 juin 2012, Comcast et Disney-ABC Television Group lancent aux États-Unis, 3 applications iOS pour regarder en direct ou à la demande les émissions des chaînes Disney Channel, Disney XD et Disney Junior : Watch Disney Channel, Watch Disney Junior et Watch Disney XD.
Le 12 novembre 2013, Roku annonce un contrat avec Disney Media Networks afin d'offrir Watch Disney et WatchESPN. Le 4 décembre 2013, Disney Asie du Sud-Est et StarHub annoncent le lancement le 7 décembre des trois applications Watch Disney à Singapour.
Le 2 juin 2014, Disney-ABC ajoute la chaîne Disney Junior en Español au bouquet d'applications Watch Disney et lance qu'une application de dessins en espagnol.
Le 24 septembre 2015, Corus lance le service Watch Disney au Canada associé à la chaîne Disney Channel.
Le 7 décembre 2016, les applications Watch ABC et Watch Disney utilisent désormais la fonction de d'authentification unique de l'Apple TV.
Le 29 septembre 2017, Disney fusionne les applications de vidéo à la demande et de direct Watch Disney Channel, Watch Disney Junior et Watch Disney XD sous le nom Disney Now et ajoute des jeux et l'accès à Radio Disney,.